# Baisers cachés
Baisers cachés (tiếng Anh: Hidden Kisses) là một bộ phim Pháp năm 2016 của đạo diễn Didier Bivel về quá trình công khai của hai thanh thiếu niên đồng tính.

## Nội dung
Thiếu niên Nathan và người cha độc thân Stéphane lái xe xuyên qua thị trấn đến căn hộ mới của họ, do sự chuyển trường của Nathan sang một trường khác giữa kỳ. Bố của Nathan là một cảnh sát và không muốn có con trai đồng tính. Sau khi con trai bị bắt nạt và hành hung, Stephane hỗ trợ cậu ta. Nathan không an toàn và bày tỏ mối quan tâm về sự cởi mở của cậu với đồng tính luyến ái và các mối quan hệ đồng tính trong quá khứ. Cha cậu khuyến khích cậu là chính mình và không quan tâm đến những gì mọi người nói.
Trong một bữa tiệc ở trường, Nathan hôn một chàng trai sau khi gặp gỡ bí mật, nhưng ai đó đã chụp được bức ảnh của họ và chia sẻ nó. Tin tức lan truyền nhanh chóng giữa các sinh viên khác và chẳng mấy chốc cả trường biết và bắt nạt cậu. Tristan, một giáo viên tiếng Anh tại trường, nhận thấy Nathan bị bắt nạt và cầu xin cô giáo dạy Toán là một người đồng tính nữ khép kín, Catherine, đưa ra lời khuyên cho cậu, nhưng cô từ chối. Sau đó, Nathan gặp lại một lần nữa với chàng trai mà cậu đã hôn trước đó, Louis. Mặc dù Nathan muốn họ ở bên nhau, Louis từ chối cậu và bày tỏ sự hối tiếc. Cậu ta giận dữ rời đi và trở về nhà, nơi cậu ta dành thời gian tắm nắng trong hồ bơi với bạn gái của mình, Laura.
Trong lớp P.E., Nathan bị đánh trước mặt Louis. Louis và Laura sau đó thảo luận về Nathan khi đang ở cùng nhau, chỉ để Laura tiết lộ rằng cô là người đã chụp bức ảnh này, muốn đưa ra phản ứng ở bạn trai. Louis phủ nhận là người đồng tính và cáo buộc Nathan đã đẩy cậu ta vào việc này. Trong một bài học toán, Catherine nhận thấy vết thương của Nathan và yêu cầu tìm hiểu những gì đã xảy ra. Sau đó, cô kể một câu chuyện về một cô gái thích những cô gái khác và bị bắt nạt vì điều đó. Vào cuối ngày học, Catherine được bạn gái đón và hai người hôn nhau trước mặt các học sinh. Điều này truyền cảm hứng cho Nathan để đứng lên trước những kẻ bắt nạt mình và hôn Louis trước mặt mọi người, nhưng lại bị từ chối một cách cay đắng.
Mẹ của Louis, Corinne sử dụng máy tính xách tay của con trai mình sau khi gặp vấn đề về phần cứng nhưng phát hiện ra cậu ta xem phim khiêu dâm đồng tính. Cô và chồng Bruno trừng phạt Louis khi cậu ta quay lại bằng cách lấy đi điện thoại và máy tính của cậu ta và từ chối cho cậu ta đến trường trong vài ngày tới. Trong khi đó, Catherine và Tristan cầu xin hiệu trưởng bảo vệ Nathan và mọi học sinh LGBT tại trường, nhưng không có kết quả. Vài ngày sau, Louis xin lỗi cha mẹ và hứa rằng cậu ta không đồng tính. Khi họ quyết định trả lại điện thoại cho cậu ta, họ phát hiện ra cậu ta lại một lần nữa nói dối họ và quyết định bỏ qua cậu ta từ bây giờ.
Louis chạy đi và gặp Laura, người tìm hiểu lý do tại sao cậu ta không trả lời tin nhắn của cô. Cô chạy trốn đau lòng sau khi Louis chỉ xin tiền cô, muốn rời khỏi nhà và bố mẹ cậu ta mãi mãi. Tuy nhiên, Laura nói với Nathan và cậu cùng với cha mình đi tìm Louis, người hiện đang có ý định tự tử trên sân thượng. Họ tìm và giải cứu cậu ta và hai thiếu niên đoàn tụ ôm nhau. Tại căn hộ của Stéphane, Louis thức khuya dậy sớm nhưng ngủ thiếp đi khi Nathan mời cậu ta nằm cùng nhau.
Ngày hôm sau Stéphan gọi bố mẹ của Louis và cha cậu ta đến đón cậu ta. Stéphane cố gắng nói chuyện với cha của Louis về những gì đã xảy ra. Nhưng ông ta trở nên kích động và yêu cầu Louis đến với ông ta ngay lập tức. Louis và cha cậu ta rời đi sau khi Louis vui mừng với cậu rằng cậu ta sẽ ổn thôi.
Khi Louis về đến nhà, cha cậu ta nhốt cậu ta trong phòng. Ông ta nói với vợ ông ta phải tin ông ta. Tuy nhiên, cô dường như không chắc chắn về cách họ đối xử với Louis. Sau khi phát hiện ra một bộ ảnh của Louis và em trai của mình, cô quyết định mở cửa Louis. Cô xin lỗi vì nhốt cậu ta và rời đi cùng Louis và con trai út.
Mẹ của Louis bước vào phòng khám của cha cậu ta và chờ đợi để gặp ông. Khi ông ta rời khỏi văn phòng, cô nói với ông ta rằng họ cần nói ngay lập tức. Cô nói với ông ta rằng ông ta không thể tiếp tục trừng phạt Louis vì mình là ai. Tuy nhiên, cha cậu ta tức giận và nói rằng ông ta chỉ bảo vệ Louis, vì ông ta quan tâm đến cậu ta. Ông ta nói Louis đã cố tự tử vì cậu ta là gay. Cô sửa chữa ông ta bằng cách nói rằng cậu ta đã làm điều đó vì họ không chấp nhận Louis và nghĩ rằng cậu ta bất thường. Cô tiếp tục bằng cách nói rằng họ là những người cần thay đổi, không phải Louis. Cô nói với ông ta rằng cô không biết chồng mình là ai nữa và sẽ rời xa ông ta.
Louis, anh trai và mẹ cậu ta chuyển đến một ngôi nhà mới. Tuy nhiên, cậu ta phải chuyển trường để gần nhà hơn. Louis vẫn giữ liên lạc với Laura và vui mừng với cô rằng họ sẽ gặp nhau trong trận đấu quyền anh tiếp theo. Chẳng mấy chốc, Nathan và Laura cùng nhau đến ga xe lửa để đón Louis cho trận đấu quyền anh sắp tới. Nathan xin lỗi Laura vì nụ hôn. Cô trấn an cậu rằng cô không giận họ. Louis đến và chia sẻ một nụ hôn với Nathan. Một người qua đường bình luận về nụ hôn của họ nhưng Laura nói với họ rằng các chàng trai đẹp đến mức nào.
Mọi người đều có mặt trong trận đấu quyền anh của Louis, ngoại trừ cha cậu ta. Luois quyết định khoảnh khắc cuối cùng cậu ta không muốn chia tay. Stéphane nói chuyện với cậu ta. Hỏi cậu ta nếu cậu ta chỉ thích đấm bốc vì cha cậu ta hay vì cậu ta thực sự thích nó. Dù câu trả lời là gì, nếu cậu ta bỏ nó thì không được hối tiếc. Louis quyết định cậu ta sẽ vào trận. Vòng đầu tiên đi kém với chiến thắng của đối thủ Louis. Rồi bố nó xuất hiện. Nhìn thấy ông ta cho Louis sự khích lệ để đánh bại đối thủ của mình. Tuy nhiên, cha của Louis đã rời đi trước khi trận đấu kết thúc.
Sau trận đấu, Louis chạy nước rút đến chiếc xe của cha mình. Cậu ta nói với ông ta sự tiến bộ của cậu ấy là vì cha cậu ta. Và yêu cầu ông ta ở lại và ăn mừng với phần còn lại của cậu ta. Cậu ta hỏi ông ta có tự hào không. Cha cậu ta im lặng suốt thời gian. Ông ta lái xe đi trước khi nói bất cứ điều gì. Để lại một Louis buồn bã phía sau. Stéphane tìm thấy Louis và an ủi cậu ta nói rằng cha cậu ta cần thêm thời gian. Ông ấy nói với cậu ta tất cả mọi người đang chờ đợi cậu ta để ăn mừng.

## Diễn viên
- Bérenger Anceaux - Nathan
- Jules Houplain - Louis
- Patrick Timsit - Stéphane
- Barbara Schulz - Corinne
- Bruno Putzulu - Bruno
- Catherine Jacob - Catherine